# Schopfloch (Schwarzwald)
Schopfloch is een plaats in de Duitse deelstaat Baden-Württemberg, en maakt deel uit van het Landkreis Freudenstadt.
Schopfloch telt 2.571 inwoners.
Alpirsbach ·
Bad Rippoldsau-Schapbach ·
Baiersbronn ·
Dornstetten ·
Empfingen ·
Eutingen im Gäu ·
Freudenstadt ·
Glatten ·
Grömbach ·
Horb am Neckar ·
Loßburg ·
Pfalzgrafenweiler ·
Schopfloch ·
Seewald ·
Waldachtal ·
Wörnersberg